# Wiadomości z drugiej ręki
Wiadomości z drugiej ręki – polski serial obyczajowo-komediowy w reżyserii Roberta Wichrowskiego, emitowany od 5 września do 28 listopada 2011 na kanale TVP2, wzorowany na argentyńskim formacie Pan i Pani Pells. 
Z powodu słabej oglądalności produkcji, TVP podjęła decyzję o niekontynuowaniu serialu po emisji 48 odcinków, na które podpisała umowę z producentem.

## Opis fabuły
Marcin Wilk (Wojciech Mecwaldowski) i Agata Rusek (Magdalena Łaska) to znani prezenterzy prywatnej stacji PL24. Oficjalnie są małżeństwem, ale poza firmą Marcin dzieli życie i serce z synem swojego szefa. Gdy Marcin po wypadku zapada w śpiączkę, właściciel stacji, Adam Kromer (Marek Barbasiewicz) zatrudnia na jego miejsce sobowtóra, bezrobotnego aktora Piotra Wilczyńskiego.

## Obsada
- Wojciech Mecwaldowski jako Marcin Wilk i Piotr Wilczyński (dwie role)
- Magdalena Łaska jako Agata Rusek
- Marek Barbasiewicz jako Adam Kromer
- Maja Hirsch jako Magda
- Marcin Kwaśny jako Daniel Waśko
- Ada Fijał jako Ewa
- Jerzy Braszka jako Karol
- Piotr Borowski jako Łukasz
- Aleksandra Bednarz jako Lilka
- Waldemar Błaszczyk jako Tomasz
- Maria Pakulnis jako Krystyna
- Michał Sitarski jako Jacek
- Dorota Zięciowska jako bufetowa
- Dominika Łakomska jako Dorota
- Anna Oberc jako Maria Puławska
- Mariusz Zaniewski jako Burczuk
- Ksawery Szlenkier jako Andrzej, brat Magdy

## Spis serii
| Seria | Sezon       | Odcinki   | Premiera serii  | Finał serii       | Pora emisji                 | Średnia oglądalność |
| ----- | ----------- | --------- | --------------- | ----------------- | --------------------------- | ------------------- |
| 1.    | jesień 2011 | 1–48 (48) | 5 września 2011 | 28 listopada 2011 | poniedziałek–czwartek 18:50 | 598 433             |